# Concurs de Cançó de Salitja
El Concurs de Cançó de Salitja es va començar a fer l'any 1978 a Salitja (La Selva) dins dels actes de la festa major. Se segueix celebrant avui en dia als voltants del 15 d'agost.

## Història
El Concurs va començar l'any 1978 fruit de les inquitetuds musicals de la gent del poble i afavorida per l'impuls del Mn. Marcel·lí Carreras. El Concurs tot i començar com un acte totalment local aviat es va convertir primer en un punt de trobada de grups i cantautors de les comarques gironines i més endavant d'arreu dels Països Catalans.
El 1997, quan se celebrava la 19a edició del concurs, la pluja va fer que s'anul·lés el Concurs i el va posposar a l'any següent. Per tant, va ser l'únic any on el Concurs no va poder acabar i on no hi ha guanyadors.
El 2006, gràcies al Pavelló Polivalent de Sant Dalmai, on es va traslladar el Concurs, la pluja no va evitar la celebració de la 28a edició.

### 31a edició[1][2](Salitja, 15 d'agost del2009)
Gonçal es va imposar amb la cançó 'Segueix amunt', un homenatge al desaparegut ciclista italià Marco Pantani. En segon lloc va quedar Mercè Subirachs, de Cornellà de Llobregat, amb 'El foc del llac', i en tercer lloc i també el premi popular, el grup de Quart Mârmara, amb la cançó 'Tu'.
Els participants en aquesta edició són els següents: Narcís Perich, amb el tema Cançó; El Pati, amb Escolta; Mercè Subirachs, amb El fantasma del llac; Alèxia Ramió, amb Acostar-te; Josep Romeu Oliach, amb Petjades; Banda Bandarra, amb Mai més; Gonçal, amb Segueix amunt; 1972, amb Camí del sud; X1DIA, amb Els teus secrets;Miralls Trencats, amb El món; Mârmara, amb Tu; Nen Magem, amb La rumbeta; Tant de Bo, amb Ja en som dos; Zedna, amb Terra de somnis; Enric Hernàez, amb Aparició; Imperdibles, amb Al teu costat, i Salsa de Pastor, amb la cançó De Sant Hilari a Arbúcies.
En aquesta edició, es mou l'escenari del tradicional lloc a la Plaça Major la nova esplanada arranjada davant dels Delmes.
El Concurs va ser presentat per en Joaquim Güell.

### 32a edició[3][4](Sant Dalmai, 14 d'agost del2010)
En aquesta edició la triomfadora és Rusó Sala amb el seu tema 'La meva terra'. El segon lloc del concurs de Salitja va ser per al grup de Sarrià de Ter i la Cellera Pulpopop, amb Vull voler volar, que van interpretar amb una posada en escena molt original. El tercer va ser el terrassenc Estúpida Erikah, amb Tres acords per la balada de Joan Matraca i el premi popular se'l van endur Cesk Freixas i Sílvia Montells amb Mudança.
El Concurs es torna a traslladar al Pavelló Polivalent de Sant Dalmai.
El Concurs va ser presentat per en Joaquim Güell.

### 33a edició[5][6](Salitja, 14 d'agost del2011)
El grup Red Souls amb la cançó Parla o Calla s'emporta el primer premi de la 33a edició. Acousters, amb Se t'escapa el temps obté el segon premi. El tercer premi recau en Minimal 21 per Nina de Bronze Trencada. El Premi Popular, triat per la gent del públic, ha sigut per Oriol Barri amb Raons sense raó.
El Concurs manté la seva localització a Salitja tot i la pluja gràcies a la novetat de la carpa situada al pla dels Delmes.
La llista de participants és: Acousters amb 'Se t'escapa el temps', Albert Solà amb 'Ulls de marbre', Bulma amb 'Morir jove', Cesk Freixas i Sílvia Montells amb 'Que no et falli mai la sort', Jaume Guardia amb 'No hi ha putes ganes de seguir el show', Jordi Reyes amb 'Mentides', Mârmara amb 'Bruna', Minimal 21 amb 'Nina de Bronze Trencada', Red Souls amb 'Parla O Calla', NorT amb 'JardinS De GeL i WhiskY', Oriol Barri amb 'Raons sense raó', Sarramangu amb 'A un concert de Lou Reed', Sense sal amb 'La caixa', Simètric amb 'Rumb al cel', Ual·la amb 'La Llista' i Xe&Tit amb 'Això és sentir'.
El jurat va ser integrat pels músics Carles Sanjosé (Sanjosex), Vicky de Clascà, Albert Oliva i Sergi Marcet i els periodistes Joan Arenyes (Ràdio 4) i Dani Chicano (El Punt Avui).
El Concurs va ser presentat per en Joaquim Güell.

### 34a edició[7](Salitja, 15 d'agost del2012)
El grup terrassenc Sense Sal va guanyar la 34a edició del Concurs de Cançó de Salitja, amb el tema Cors de fusta, dedicat als morts oblidats de totes les guerres. Sense Sal rebran com a premi tres dies de gravació als estudis Juglans Music d'Estanyol. El segon premi (400 euros) del concurs va ser per al grup reusenc Poker's, que va ser l'encarregat de tancar la llista d'actuacions amb la cançó Amb tu sóc jo. El grup selvatà A Granel, format per músics de Santa Coloma de Farners, Sils i altres localitats properes, va rebre el tercer premi (200 euros) concedit pel jurat, per la cançó Dies foscos. El premi popular va ser per a la cantautora Tona Gafarot, de Llambilles, per la cançó «Alba sísmica».
El Concurs va ser presentat per en Joaquim Güell.

### 35a edició[8][9](Salitja, 15 d'agost del2013)
En aquesta edició Albert Solà va guanyar el primer premi de la 35a edició del Concurs de Cançó de Salitja, amb la cançó Bon dia, Texas. Acompanyat únicament de la seva guitarra, Solà, de 22 anys, va interpretar una cançó d'autor influenciada pel folk americà. El segon lloc va ser per al grup Twin Picks amb la cançó Tres colors, el tercer, per a Namina, amb De vegades, i el premi del jurat popular se'l va endur Teixi amb la cançó Com una petjada.
El jurat estava format per Sergi Pujol, músic guitarrista, Carles Cors, músic i cantautor també conegut com Le Croupier, Lluís Costa, músic i productor, Tona Gafarot, cantautora i Premi Popular el 2012, Rafael Rostey, músic bateria i professor de música, i, Xevi Castellón, periodista i crític musical del Punt Avui.
El presentador del Concurs, com en totes les últimes edicions, va ser en Joaquim Güell.

### 38a edició[10][11][12](Salitja, 14 d'agost del2016)
El cantant Gerard Solano, de Palafrugell, guanya el 38è Concurs amb la cançó Records. La banda Gir queda segona amb el tema L'Intrús, i Elena Volpini, tercera amb la cançó X. El grup del Poblenou Mamelles va rebre el premi popular amb la cançó Xemeneies Vora el Mar.
Les altres actuacions del Concurs van ser Som Guineus amb Per què Malta?, Lydia Torrejón amb No et deixo d'estimar, Oriol Casals amb Éssers Humans, David Jorba Busquets amb És tard per llàgrimes, Hunting Rabbits amb Diferents, Fustegueres amb Aquell senyor del carrer de la font, Rampaire amb Troba'm, Vèrtex buit amb Blava i intensa, Vastard's? amb Sota el sol llunyà d'un dia clar, A Granel amb La Gàrgola i Cukurutxu's amb El mar dels laments.

### 39a edició[13][14](Salitja, 13 d'agost del2017)
El 39è Concurs de Cançó de Salitja el va guanyar Sergi Estella amb la cançó Màrtirs Quotidians. El mateix cantautor es va endur el Premi Popular. El segon premi va ser per Sandra Bautista per la cançó La Casa de les Mil Olors i el tercer premi pel grup de Palamós Joker's amb la cançó Nou Horitzó.
Les actuacions del 39è Concurs van ser:
| Nom del grup o solista | Títol de la cançó        |
| Cave Cattus            | Eren feliços!            |
| Elena Volpini          | Junts                    |
| Humm                   | Cul de sac               |
| Joe Pask               | Sol d`hivern             |
| Joker's                | Nou Horitzó              |
| Laura Luceño           | Deliri.                  |
| Madamme mustash        | Penjat d'un núvol        |
| Malestruch             | Per Camins i Corriols    |
| Mamelles               | Dies Marrons             |
| Niel Laz               | Aromes del vent          |
| Noel Biniés            | Plou                     |
| NÚA                    | EL SALT                  |
| Opció 2                | Solitari                 |
| Paula Noguer           | De Tu i de Mi            |
| QuiEts                 | Cometes                  |
| Sandra Bautista        | La casa de les mil olors |
| Sergi Estella          | Màrtirs Quotidians       |
| Som Guineus            | Ballem                   |

El jurat estava format per Gerard Solano, cantautor i guanyador de la 38a edició, Mireia Vilalta, guitarrista i compositora, Susanna Carreras, pianista i professora de música, Miquel Abras, cantautor, Jordi Puig i Xavi Castillon, cap de cultura d'El Punt Avui.

## Palmarès
Aquesta és la llista de guanyadors del 1r premi del Concurs:
| edició | any  | grup                                 | població                 | cançó                        |
| ------ | ---- | ------------------------------------ | ------------------------ | ---------------------------- |
| I      | 1978 | Les Catalanes                        | Salitja                  | Rossinyol                    |
| II     | 1979 | Insami                               | Pineda                   | Gavina                       |
| III    | 1980 | Lluna Plena                          | Girona                   | El casament del Mar i el Cel |
| IV     | 1981 | Quim Daban                           | Girona                   | El Cargolet                  |
| V      | 1982 | Miquel, Josep, Roser i Rosa          | Girona                   | Poc a poc                    |
| VI     | 1983 | Ramon Casellas                       | Sant Hipòlit de Voltregà | Pell negra                   |
| VII    | 1984 | Albert                               | Sant Feliu de Guíxols    | Records                      |
| VIII   | 1985 | Ricardo Huerta                       | Barcelona                | Le llamaban aventurero       |
| IX     | 1986 | Sandra March                         | Sant Celoni              | Memòries                     |
| X      | 1987 | Joan Amèric                          | València                 | La idea podria enamorar-te   |
| XI     | 1988 | Joan Colls i Sandra Roigé            | Palamós                  | Mirall d'amor                |
| XII    | 1989 | Joan Colls i Sandra Roigé            | Palamós                  | Quan la nit s'apaga          |
| XIII   | 1990 | Incògnit                             | Salitja                  | Eternitat                    |
| XIV    | 1991 | Adela Filbà                          | Mataró                   | Ondina                       |
| XV     | 1992 | Joan i Jordi                         | Palamós                  | Nits d'exili                 |
| XVI    | 1993 | Esclops                              | Banyoles                 | Vents de l'enyor             |
| XVII   | 1994 | Korrefoc                             | Caldes de Montbui        | Els dissortats               |
| XVIII  | 1995 | Ferran i Jaume Vila i Tomàs González | Banyoles                 | Tu, tan sols tu              |
| XIX    | 1996 | Màgia Blanca                         | Arbúcies                 | Mirades                      |
| XX     | 1998 | Doble via                            | Banyoles                 | Hostes d'aquest món          |
| XXI    | 1999 | Doble via                            | Banyoles                 | Només depèn de tu            |
| XXII   | 2000 | Insípids                             | La Cellera de Ter        | Enmig d'aquest carrer        |
| XXIII  | 2001 | Catau                                | Sant Hilari Sacalm       | Cara i Creu                  |
| XIV    | 2002 | Frenètic                             | Santa Coloma de Farners  | Segueixo intentant           |
| XV     | 2003 | Uf!                                  | Manresa                  | Radio Pastura                |
| XVI    | 2004 | Frenètic                             | Santa Coloma de Farners  | Laberint                     |
| XVII   | 2005 | 6 de mel                             | La Cellera de Ter        | Cançons de Polaroid          |
| XVIII  | 2006 | Hemisferi Centre                     | Terrassa                 | Un Lloc                      |
| XIX    | 2007 | The Gruixut's                        | La Bisbal d'Empordà      | Punt Diari                   |
| 30è    | 2008 | Like A Gat                           | Barcelona                | Assedegats                   |
| 31è    | 2009 | Gonçal                               | Barcelona                | Sempre amunt                 |
| 32è    | 2010 | Rusó Sala                            | Roses                    | La meva terra                |
| 33è    | 2011 | Red Souls                            | Olot                     | Parla o calla                |
| 34è    | 2012 | Sense Sal                            | Terrassa                 | Cors de fusta                |
| 35è    | 2013 | Albert Solà                          | Sant Cugat del Vallès    | Bon dia Texas                |
| 36è    | 2014 | Ian Sala                             | Roses                    | Els macarrons de la iaia     |
| 37è    | 2015 | Tona Gafarot                         | Llambilles               | Adela                        |
| 38è    | 2016 | Gerard Solano                        | Palafrugell              | Records                      |
| 39è    | 2017 | Sergi Estella                        | Rubí                     | Màrtirs Quotidians           |

## Obres citades
- M. Àngels Martínez. «Nou escenari i molta música».   El Punt, 14-08-2009. [Consulta: 18 agost 2010].
- «Gonçal guanya el concurs de cançó de Salitja».   El Punt, 11-08-2010. [Consulta: 18 agost 2010].
- Xavier Castillón. «La cançó viu a Salitja».   Avui+El Punt, 11-08-2010. [Consulta: 18 agost 2010].
- Nuri Forns. «Triomf d'autor».   Avui+El Punt, 15-08-2010. [Consulta: 18 agost 2010].